# مایسکی (باشقیرستان)
مایسکی (انگلیسی: Maysky, Republic of Bashkortostan) یک شهرک در شهرستان ایگلینسکی استان باشقیرستان کشور روسیه است.